# Julius Fuchs
Julius Fuchs (1836 - 1920) fou un músic alemany del romanticisme, germà del també compositor Carl Dorius Johannes Fuchs. Durant molts anys fou organista, director d'orquestra i professor a Chicago (Estats Units).
Va escriure les obres titulades:
- Kritik der Tonwerke;
- Die Komponisten von Bach bis zur Gegenwart (1897);
- Verzeichnis von Tonwerken mit summarischen Beurteilungen.